# KSG Zeitz
Der Sportverein Kampfsportgemeinschaft „Jodan Kamae“ Zeitz e. V. (kurz KSG Zeitz) wurde 1991 gegründet. Er gehört zu den größten Vereinen der Stadt Zeitz.
1. Vorsitzender ist der Zeitzer Ehrenbürger Silvio Klawonn. Zu den größten Erfolgen der Vereinsmitglieder zählen der 1. und 2. Platz bei den World Games sowie Titel und Medaillen bei Welt- und Europameisterschaften. Für die World Games 2022 wurde der Zeitzer Ju-Jutsuka Jaschar Salmanow gemeinsam mit der Handballerin Lucie-Marie Kretzschmar vom DOSB als Fahnenträger ausgewählt.
Der Verein verfügt über 30 lizenzierte Trainerinnen und Trainer und bietet neben Ju Jutsu auch die Nutzung des vereinseigenen Fitnessstudios an. Neben dem regulären Training engagiert sich der Verein in sozialen Projekten und ist anerkannter Stützpunkt für das Projekt „Integration durch Sport“ des Deutschen Olympischen Sportbundes. Seit fast 30 Jahren veranstaltet der Verein das bundesweite Turnier „Pokal des Präsidenten“.
Der Verein engagiert sich im Bereich Gewaltprävention und Kinderschutz. Mit seinen Kinderschutzbeauftragten gilt er als Vorreiter im Landessportbund Sachsen-Anhalt.

## Geschichte
Im Jahr 1988 begann eine Gruppe von acht Personen unter der Leitung von Silvio Klawonn mit dem Training in Selbstverteidigung in Droßdorf bei Zeitz. Daraus entwickelte sich die Kampfsportgemeinschaft „Jodan Kamae“ Zeitz e. V., die im Jahr 1991 offiziell gegründet wurde. Im Jahr 1992 erfolgte der Umzug von Droßdorf nach Zeitz. In den Folgejahren verzeichnete der Verein stetigen Mitgliederzuwachs, so dass Mitte des Jahrzehnts fast 200 Mitglieder verzeichnet werden konnten.
Ein weiterer deutlicher Mitgliederzuwachs erfolgte ab 2005, als der Verein seine Räumlichkeiten in die Zeitzer Klinkerhallen verlegte. Hier standen dem Verein zwei feste sowie eine mobile Wettkampffläche zur Verfügung, ergänzt durch ein vereinseigenes Fitnessstudio.
2013 führte die Flutkatastrophe zur nahezu vollständigen Zerstörung der Trainingsgeräte und erzwang die vorübergehende Verlegung der Trainingseinheiten in eine andere Turnhalle. Dennoch erlebte der Verein nach diesem Ereignis eine außerordentliche Solidarität, sowohl von Zeitzer Bürgern als auch von Ju-Jutsuka aus dem gesamten Bundesgebiet. 2014 konnten die Klinkerhallen nach umfangreicher Renovierung wiedereröffnet werden.
2014 gewinnt der Verein mit dem Projekt „Prävention im Sport“ den Stern des Sports in Gold.  Im Mittelpunkt des Projekts stehen die Themen Kinderschutz und Integration durch Sport.
Die Auswirkungen der COVID-19-Pandemie führten ebenfalls zu einem Rückgang der Mitgliederzahl bei der KSG Zeitz. Der Verein reagierte mit der Einführung von über 30 Online-Trainings, um den Folgen der Pandemie entgegenzuwirken. 2022 unternahm der Verein eine Mitgliederwerbeaktion. Sie führte zu einem Anstieg der Mitgliederzahl um 100 Personen.
2024 zählt der Verein über 400 Mitglieder und ist zweitgrößter Sportverein der Stadt.
Für seine Verdienste um den Ju-Jutsu Sport wurde Silvio Klawonn 2024 die Großmeisterwürde mit dem 6.DAN durch den Deutschen Ju-Jutsu-Verband verliehen.
Im Februar 2025 wurde der Verein als „Verein des Monats“ des Landessportbund Sachsen-Anhalt für sein großes Engagement in den Bereichen Integration, Gewaltprävention und Gemeinschaft ausgezeichnet.

## Wettkampf
Seit 1994 nimmt die KSG Zeitz aktiv an Wettkämpfen teil. Bereits 1995 konnte André Schubert erstmalig den Titel eines Deutschen Meisters für den Verein erringen. Seit 1995 werden regelmäßig Vereinsturniere ausgetragen, die ab 2001 unter dem Namen „Pokal des Präsidenten“ bekannt sind. Diese Umbenennung zog schnell viele Vereine und Wettkämpfer aus ganz Deutschland an. 2023 fand dieser Wettbewerb mit über 250 Teilnehmern zum 26. Mal statt und etablierte sich als das am häufigsten veranstaltete Turnier in Deutschland.
2005 wurde erstmals die Turnierverwaltungssoftware „Ju-Jutsu Web“ für den „Pokal des Präsidenten“ eingesetzt. Diese Software wurde von Jörg Böhme im Rahmen seiner Masterarbeit entwickelt und aufgrund ihres erfolgreichen Einsatzes sowohl vom Deutschen Ju-Jutsu-Verband als auch von der Ju-Jitsu International Federation übernommen.
1999 war die KSG Zeitz Gastgeber der Deutschen Meisterschaft, bei der sie mehrere Medaillen errang. Ein weiterer Meilenstein wurde 2003 erreicht, als Maik Poser als erster Athlet des Vereins in die deutsche Nationalmannschaft aufgenommen wurde. Die anhaltenden Erfolge bei Wettkämpfen und die Eröffnung der neuen Trainingsstätte „Klinkerhallen“ 2005 führten zur Anerkennung als Landesleistungsstützpunkt.
2011 war die KSG Zeitz in der Ju-Jutsu-Bundesliga vertreten, jedoch gelang es dem Verein nicht, einen vorderen Platz zu belegen.
2013 brachte eine besondere Herausforderung mit sich, als eine Flutkatastrophe die Trainingsstätte sowie die geplante Halle in Zeitz für das „German Open“ Turnier der Ju-Jitsu International Federation zerstörte. Als Reaktion darauf wich die KSG in die Nachbarstadt Hohenmölsen aus. Trotz dieser existenziellen Herausforderungen gelang es, erfolgreich die „German Open“ auszurichten. Dieses Ereignis wurde durch den Sieg von Jaschar Salmanow in der Disziplin Fighting gekrönt. Im selben Jahr sicherte sich Jaschar Salmanow den Deutschen Meistertitel und den Weltmeistertitel der Junioren.
Dank ihrer zahlreichen Erfolge und der erstklassigen Trainingsbedingungen wurde die KSG Zeitz vier Mal mit dem „Grünen Band“ des Deutschen Olympischen Sportbundes für vorbildliche Talentförderung im Verein ausgezeichnet.
2019 konnte Hanns Schneider zusammen mit seinem Partner Alexander Tirpitz den Europameistertitel in der Disziplin Duo gewinnen. Jaschar Salmanow errang den Weltmeistertitel bei den Senioren 2021 und sicherte sich 2022 den Titel bei den World Games im Einzelwettbewerb sowie den 2. Platz mit der Mannschaft. Bei der Abschlussveranstaltung wurde Jaschar Salmanow eine besondere Ehre zu teil. Er wurde vom DOSB als Fahnenträger auserwählt.
Die KSG Zeitz pflegt Kooperationen mit Vereinen aus Hanau und Leinefelde. In enger Zusammenarbeit trainieren die Wettkämpfer häufig gemeinsam und repräsentieren dabei die KSG Zeitz bei Wettkämpfen. Diese Zusammenarbeit hat bereits mehrfach Deutsche Meister, Europameister und Weltmeister hervorgebracht.
Bis 2023 konnte der Verein 99 Medaillen bei Deutschen Meisterschaften erringen, darunter über 20 Titel. Auf internationaler Ebene konnten neben der Gold- und Silbermedaille bei den World Games auch zwei Titel bei Weltmeisterschaften sowie ein Europameistertitel errungen werden.
2024 gelang es Kevin Zoch und Tobias Schiller, bei den Europameisterschaften Platz 1 und Platz 3 in verschiedenen Duo-Disziplinen zu erringen. Bei der Weltmeisterschaft im Oktober konnte das Team sich Platz 3 in der Disziplin „Duo Show Herren“ sichern.

## Soziale Projekte
Als anerkannter Stützpunktverein für „Integration durch Sport“ geht das Engagement des Vereins über den Ju-Jutsu-Sport hinaus. In den letzten 30 Jahren hat die KSG Zeitz eine Reihe von sozialen Projekten durchgeführt oder sich daran beteiligt. An dem Projekt „Nicht mit mir“ nahmen über 4000 Kinder aus den Grundschulen der Stadt Zeitz teil. Das Projekt wurde jeweils durch die FSJ-ler durchgeführt. Das Projekt „Sicher durch die Nacht“ richtet sich an Schüler ab Klasse 8 und soll diese zu den Themen Drogen und Verhaltensweisen auf Partys sensibilisieren. Dieses Projekt hatte bereits über 1100 Teilnehmer.
2023 erhielt der Verein für die Projektidee „MINT-Förderung im Sportverein“ einen Förderpreis beim Ideenwettbewerb „Revierpionier“ des Landes Sachsen-Anhalt. Das Projekt unter Leitung von Siliva Barth wird seit dem Schuljahr 2023/2024 als „KSG Akademie“ durchgeführt und bietet Kindern zusätzliche Förderung. Sie führen verschiedene physikalische Experimente durch und lernen Grundlagen von Excel und PowerPoint sowie ChatGPT.

## Mitarbeit im Bundesverband
2000 wurden Silvio Klawonn zum Vizepräsidenten für Leistungssport und Heiko Arnhold zum Schatzmeister in den Bundesvorstand gewählt. Im selben Jahr wurde die Bundesgeschäftsstelle von Hamburg nach Zeitz verlegt, was zur Optimierung der Organisationsstruktur im Bundesverband führte. Erstmals wurde ein Leistungssportkonzept entwickelt, das das Ziel verfolgte, Titel und Medaillenerfolge bei den World Games zu erzielen. Dieses Ziel konnte 2005 erreicht werden. Die konsequente Umsetzung des Leistungssportkonzepts, gepaart mit den Erfolgen bei den World Games, ermöglichte es dem Verband, ab 2006 Unterstützung durch das Bundesministerium des Innern (BMI) zu erhalten. Zu den weiteren initiierten Maßnahmen gehörten die Gründung des medizinischen Dienstes zur verbesserten Betreuung der Athleten, die Etablierung des Bundesseminars für Polizei und Sicherheitskräfte sowie 2005 die Aufnahme von Jiu-Jitsu-Sportlern.
2003 wurde Jörg Böhme zum Sportdirektor der Gruppe Ost gewählt, und 2011 übernahm Hanns Scheider das Amt. Beide haben zusammen über 20 internationale Veranstaltungen (Welt- und Europameisterschaften, German Open, Hamburg/Kodokan Open) und über 80 Turniere auf nationaler Ebene geleitet. Dazu gehörte auch 2016 die kombinierte German Open und Europameisterschaft in der Arena auf Schalke. Dies war für den Deutschen Ju-Jutsu-Verband die größte Wettkampfveranstaltung mit über 2000 Teilnehmern. Die Entwicklung von „Ju-Jutsu-Web“ durch Jörg Böhme führte zu einer deutlichen Qualitätssteigerung und schnelleren Durchführung von Wettkampfveranstaltungen national wie international.
Hanns Schneider besitzt außerdem eine internationale Kampfrichterlizenz.
Seit 2011 hat Anja Dölz die Position der Kampfrichterobfrau inne und leitet die Kampfrichter in der Gruppe Ost. 2023 erhielt sie auch die internationale Kampfrichterlizenz.
Über viele Jahre hinweg übte Gunther Pietsch die Funktion des Mannschaftsarztes der Nationalmannschaft aus. 2009 erhielt er als erster Nicht-Wettkämpfer die Auszeichnung des „Fair Play“-Preises der Europäischen Ju-Jitsu-Union. Gegenwärtig (Stand 2023) ist Albrecht Weinhold als Mannschaftsarzt für die Nationalmannschaft tätig.